# Pampa de Gastre
Pampa de Gastre är en slätt i Argentina.   Den ligger i provinsen Chubut, i den södra delen av landet, 1 300 km sydväst om huvudstaden Buenos Aires.
Omgivningarna runt Pampa de Gastre är i huvudsak ett öppet busklandskap. Trakten runt Pampa de Gastre är nära nog obefolkad, med mindre än två invånare per kvadratkilometer.